# Escut de la Cellera de Ter
L'escut oficial de la Cellera de Ter té el següent blasonament:
Escut caironat truncat: 1r. de sinople, una creu patent d'argent amb una bóta ajaçada d'or a cada costat del braç inferior; al segon d'or, una cabra arrrestada de sable, amb bordura de peces de sable. Per timbre una corona mural de poble.

## Història
Va ser aprovat el 10 de maig de 1993 i publicat al DOGC el 21 del mateix mes amb el número 1748.
La Cellera de Ter va pertànyer a Anglès fins al 1788; de fet, la creu de l'escut fa referència a la vall d'Anglès, o Valle Eclesiis en llatí tardà, és a dir «vall d'esglésies». Les dues bótes a banda i banda són senyals parlants que recorden el celler que forma part del nom del poble. La segona partició són les armes parlants dels vescomtes de Cabrera, senyors dels castell d'Anglès i, subsidiàriament, de la Cellera.